# Turó del Colomer
El Turó del Colomer és una muntanya de 629 metres que es troba al municipi de Talavera, a la comarca catalana de la Segarra.